# 西域荚蒾
西域荚蒾（学名：Viburnum mullaha）是五福花科荚蒾属的植物。分布于尼泊尔、锡金、印度以及中国大陆的西藏、云南等地，生长于海拔2,300米至2,700米的地区，多生长于山坡针和阔叶混交林中，目前尚未由人工引种栽培。

## 异名
- Viburnum mullaha Buch.-Ham. ex D. Don var. glabrescens (C. B. Clarke) Kitam.